# Frontière entre les États-Unis et le Mexique
La frontière entre les États-Unis et le Mexique mesure environ 3 150 kilomètres, et va de l'océan Atlantique à l'océan Pacifique. Elle traverse essentiellement des régions arides et relativement peu peuplées. Le fleuve Rio Grande (selon les Américains) ou Río Bravo (selon les Mexicains) marque une partie de son parcours.
L'écart de développement économique entre les deux pays ainsi que l'Accord de libre-échange nord-américain (ALENA) devenu ACEUM en 2020 ont contribué à établir une forte interdépendance entre les deux côtés de la frontière avec l'apparition côté mexicain de maquiladoras (usines manufacturières tournées vers l'exportation) qui a favorisé le développement de nombreuses villes-jumelles dont la plupart existaient auparavant. 
Avec 181 millions de personnes l'ayant franchie (2015), elle est la frontière la plus empruntée du monde. Cependant, elle fait aussi l'objet d'une surveillance importante de la part des États-Unis, via la Patrouille frontalière des États-Unis, qui cherche à limiter l'afflux d'immigrants. Sur une partie de sa longueur, elle est ainsi fermée par un mur. Celui-ci est particulièrement visible dans le désert, en particulier dans la région de Mexicali/Calexico.

## Tracé actuel
La frontière part de San Diego (Californie) et Tijuana (Basse-Californie) à l'ouest, puis par une succession de droites rectilignes et d'orientations diverses, elle traverse une grande variété de terrains et de paysages, allant des zones urbanisées aux déserts inhospitaliers, jusqu'à El Paso (Texas) et Ciudad Juárez (Chihuahua) où elle rejoint le Río Grande. Là, le fleuve sert de frontière naturelle entre les deux États jusqu'à son embouchure sur le golfe du Mexique entre Brownsville (Texas) et Matamoros (Tamaulipas), à l'est. Sa longueur varie selon les sources entre 3 145 km et 3 200 km.

## Comtés américains frontaliers avec le Mexique
Les comtés américains frontaliers avec le Mexique sont, d'ouest en est :

### Californie
- comté de San Diego
- comté d'Imperial

### Arizona
- comté de Yuma
- comté de Pima
- comté de Santa Cruz
- comté de Cochise

### Nouveau-Mexique
- comté de Hidalgo
- comté de Luna
- comté de Doña Ana

### Texas
- comté d'El Paso
- comté de Hudspeth
- comté de Jeff Davis
- comté de Presidio
- comté de Brewster
- comté de Terrell
- comté de Val Verde
- comté de Kinney
- comté de Maverick
- comté de Webb
- comté de Zapata
- comté de Starr
- comté de Hidalgo
- comté de Cameron

## Postes-frontières
La frontière est parsemée de 48 postes-frontières. En 2015, 181 millions de personnes, 5,7 millions de trains et de véhicules y ont transité, transportant 4,5 millions de conteneurs marchands, principalement aux postes-frontières d'El Paso et Laredo (Texas) et de San Ysidro (Californie).

## Histoire

Le Texas, rattaché aux États-Unis en 1845.

En rouge, les territoires gagnés par les États-Unis en 1848 après la guerre americano-mexicaine et jaune le territoire acheté en 1853 (achat Gasden).

Lors de l'indépendance du Mexique en 1821 par le traité de Córdoba, le territoire national allait beaucoup plus loin vers le Nord, et englobait une vaste partie du Sud-Ouest des États-Unis actuels, du Texas à la Californie dont la frontière avait été fixée avec les Américains par le traité d'Adams-Onís en 1819.
En 1836, la nouvelle République du Texas, peuplée majoritairement d'immigrés américains, prend unilatéralement son indépendance par rapport au Mexique par la bataille de San Jacinto et demande son rattachement aux États-Unis. Ceux-ci refusent d'abord, par peur des réactions mexicaines et le Texas reste pour un temps un État souverain. Cependant, en 1845, à la suite de changements politiques les États-Unis décident d'annexer le Texas. La guerre americano-mexicaine éclate alors, et s'achève par une victoire de Washington. En conséquence, le Mexique doit vendre aux Américains un vaste territoire (la « Cession mexicaine »), correspondant à la Californie, au Nevada, à l’Utah, à l'Arizona ainsi qu'une partie du Wyoming, du Colorado et du Nouveau-Mexique actuel soit approximativement à l'actuel Sud-Ouest des États-Unis, soit près d'1,4 million de kilomètres carrés (traité de Guadalupe Hidalgo). En 1853, l'achat Gadsden permet aux États-Unis d'acheter au Mexique 76 800 km2 située au sud de l’Arizona pour y construire une voie ferrée.

### Histoire contemporaine
À la fin du XIXe siècle, les premiers mouvements migratoires surviennent, notamment saisonniers, et permettent aux paysans mexicains d'aller travailler dans les grandes exploitations terriennes de la Californie. À partir de 1920, certaines industries font appel aux Mexicains pour répondre aux besoins croissants de l'économie américaine. Les migrants sont concentrés dans les grands centres de production du nord comme à Chicago, où beaucoup de Mexicains sont restés sur place.

En 1964, survient la suppression du programme Bracero qui permettait aux Mexicains de travailler de façon temporaire aux États-Unis. C'est à partir de là que le nombre de migrants en situation irrégulière commence à augmenter et que surgit la question de l'« immigration clandestine » et des moyens pour l'endiguer. 

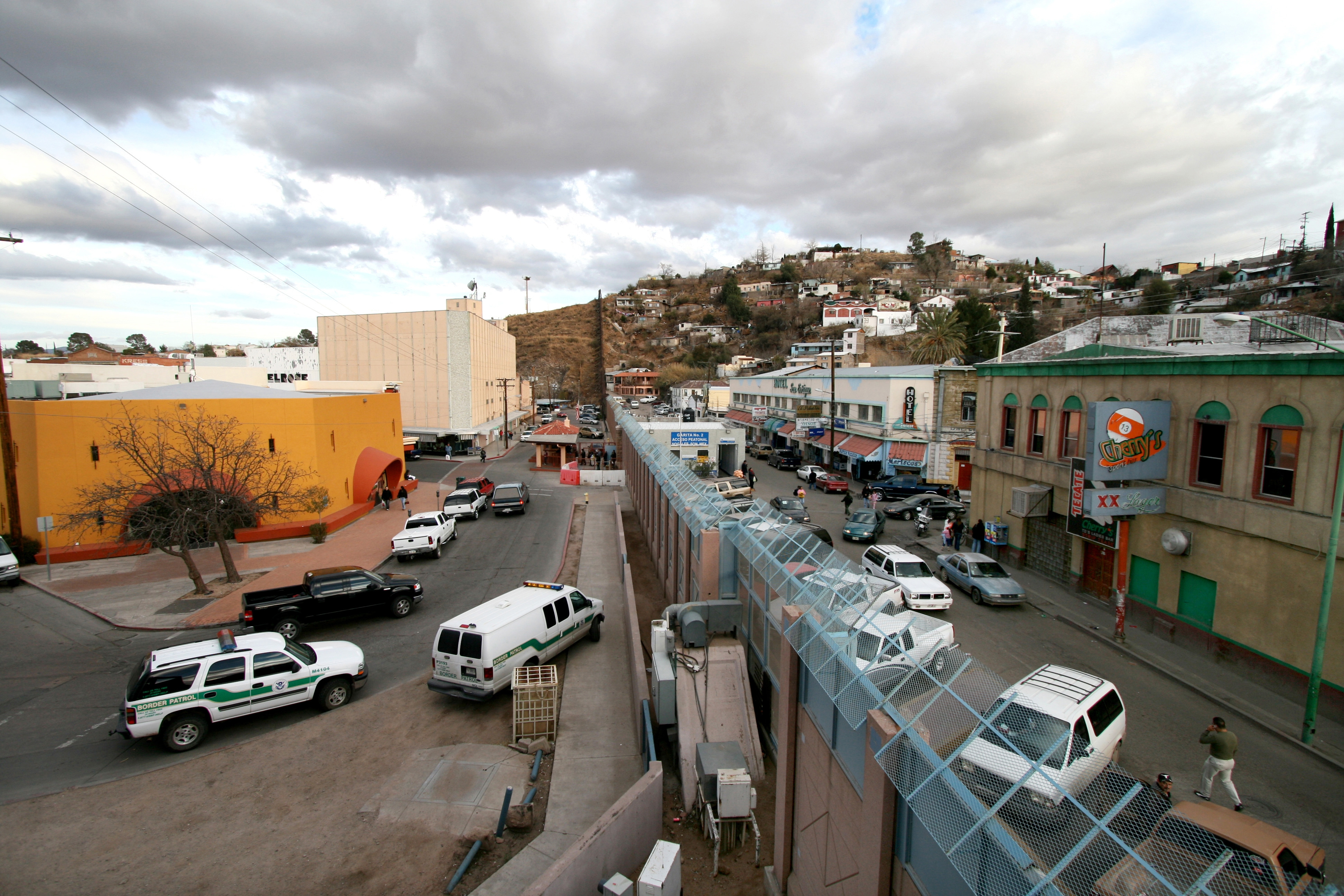
Un fort différentiel économique existe entre les deux pays, séparés par un mur. Ici Nogales (à gauche, les États-Unis ; à droite, le Mexique).

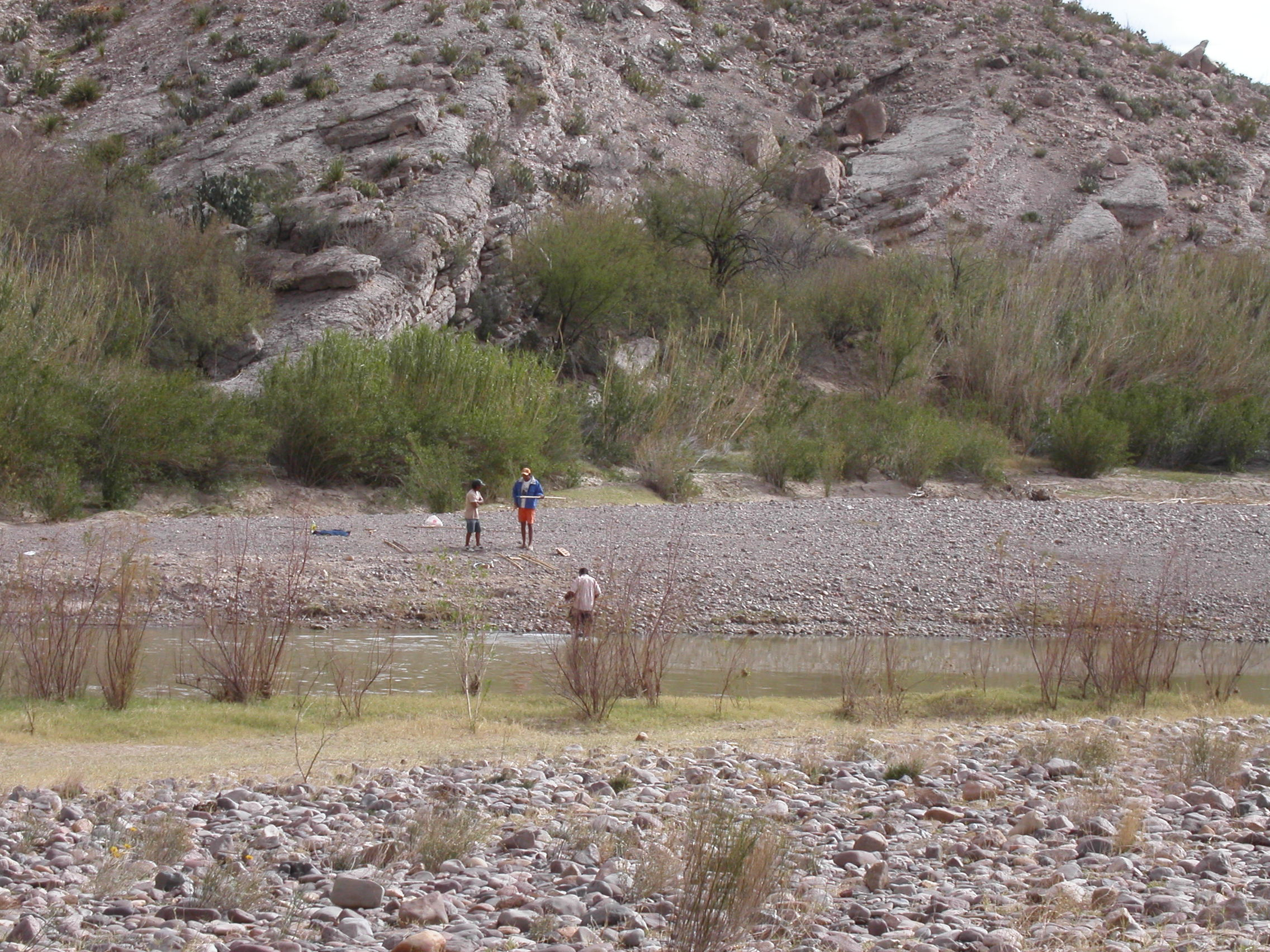
Mexicains passant le Río Grande face au parc national de Big Bend.

En 1986, est promulgué l'IRCA (Immigration Reform and Control Act (en)) sous la présidence de Ronald Reagan. Cette loi votée pour contrôler et endiguer l'immigration illégale prévoit des sanctions contre tout employeur d'immigrés en situation irrégulière. Elle accorde une amnistie ou la possibilité de se faire naturaliser pour tout sans-papier pouvant prouver qu'il vit aux États-Unis de façon ininterrompue depuis le 1er janvier 1982. Elle régularise aussi la situation des sans-papiers ayant travaillé sur sol américain de mai 1985 à mai 1986. Cela aura pour effet de rendre légale la situation de 2,4 millions de travailleurs. Mais, cette réforme ne connaîtra pas un grand succès. Les employeurs hors la loi ne seront pas poursuivis avec un grand acharnement et les illégaux ne pourront pas, pour la majorité d'entre eux, prouver depuis combien de temps ils vivent aux États-Unis.
En 1994, l'Accord de libre-échange nord-américain (ALENA) qui définit un ensemble économique entre le Mexique, les États-Unis et le Canada entre en vigueur.
La lutte contre l'immigration illégale — le nombre d'illégaux estimé passant de 3,5 millions en 1990 à 12 millions en 2010 — et la lutte contre les narcotrafiquants au Mexique a fait beaucoup augmenter les moyens de surveillance à cette frontière depuis les années 1990. Le nombre de patrouilleurs passant de 3 555 pour un coût de 326,2 millions de dollars en 1992 à 17 415 patrouilleurs pour un coût de 2,7 milliards de dollars en 2009[réf. souhaitée]. La misère au Mexique et la violence des cartels sont les deux facteurs d'immigration aux États-Unis.
Entre 2001 et 2017, les États-Unis ont dépensé plus de 100 milliards de dollars dans la militarisation de leur frontière avec le Mexique. Cette militarisation a créé un nouveau marché pour les cartels, parfois décrit aussi lucratif que le trafic de drogue. Tous les candidats à l'immigration doivent désormais payer les cartels, sous peine de s'exposer à un risque de mort. Certains migrants sont aussi contraints de transporter de la drogue comme droit de passage. De 2001 à 2017, le nombre de migrants morts en traversant de désert est estimé à plus de 6 000.
Le 25 novembre 2018, le poste-frontière de San Ysidro est fermé pendant plusieurs heures à la suite de la crise migratoire en Amérique centrale.
Le 27 juin 2022, les corps de 53 migrants sont découverts dans la remorque surchauffée d’un camion à San Antonio, au Texas. Sur les 64 occupants du véhicule, 48 sont déjà morts et 5 succombent en cours d’hospitalisation, tous victimes d’hyperthermie et de déshydratation extrême. L’évènement est présenté comme l’incident de trafic de migrants le plus meurtrier de l’histoire des États-Unis,.
Au moins 853 migrants sont morts à la frontière entre les États-Unis et le Mexique en 2022.

### Construction du mur entre le Mexique et les États-Unis

#### Loi de 2006
Le 26 octobre 2006, le président George W. Bush promulgue la loi du Secure Fence Act destinée à renforcer la surveillance de la frontière avec le Mexique et à lutter contre l'immigration clandestine. Totalisant 1 200 km, soit un tiers de la frontière, une barrière entre les États-Unis et le Mexique de 4,50 mètres devait être construite. Il devrait être éclairé par des miradors et balayé de caméras de haute technicité afin de prévenir les migrations clandestines des Latinos vers les États-Unis. À l'époque, il aurait dû être achevé avant la fin 2008 et traverser notamment le désert de Chihuahua et le désert de Sonora.
D'après les sondages effectués en 2006, 53 % des Américains seraient hostiles à ce projet.
Le 18 août 2010, la Garde nationale de Californie a déployé un premier contingent destiné à renforcer les United States Border Patrol (gardes-frontières).

#### Décret de Donald Trump de janvier 2017
Le 25 janvier 2017, le président Donald Trump signe un décret présidentiel visant à démarrer le projet de construction d'un mur sur toute la longueur de la frontière, qui était une de ses promesses de campagne. Après avoir promis que le Mexique allait payer pour, il a décidé de le financer sur des fonds américains, mais a indiqué que le Mexique allait rembourser le coût du projet, malgré l'opposition du président mexicain Enrique Peña Nieto.
Le 20 septembre 2017, la Californie (un des États des États-Unis) a porté plainte contre le gouvernement Trump,.
Quelque 1 500 espèces de plantes et d’animaux peuplent la frontière entre le Mexique et les États-Unis. Parmi elles, « plus de cent quatre-vingts espèces menacées dépendent des voies de migration, des corridors que le mur cisaille », souligne l'association de protection de l'environnement Defenders of Wildlife. La présence du mur a bouleversé l'équilibre des chaînes alimentaires, contribuant à affaiblir la biodiversité locale. L’administration de George W. Bush a fait adopter en 2005 le Real ID Act, permettant d’outrepasser les lois environnementales en vigueur qui gênaient la construction du mur.

#### Politique sous Joe Biden
La démocrate Kamala Harris s'est montrée durant la campagne présidentielle tenante de la ligne dure menée depuis 4 ans sur la gestion de la frontière, tandis que Joe Biden avait lui deux ans avant proposé un décret "empêchant des migrants de déposer une demande d’asile dans les périodes où le nombre d’interceptions effectuées par la police frontalière excédait un certain seuil". 
Un accord entre parlementaires démocrates et républicains avait permis d'élaborer une loi de renforcement des mesures de contrôle à la frontière mexicaine, comprenant "une augmentation de personnel et des restrictions supplémentaires à l’exercice du droit d’asile", mais cet accord a été "finalement torpillé à la demande de Donald Trump". Durant sa campagne électorale 2024, la candidate démocrate a déploré le rôle joué par Trump dans cette affaire, son parti adoptant "un programme bien plus répressif que par le passé". Elle a promis, lors d'un déplacement sur la frontière entre les États-Unis et le Mexique, sur "un sujet vu comme un de ses points faibles", de ressusciter cette loi, d'interdire aux immigrés arrivés clandestinement de pouvoir "réclamer l'asile", ou encore d'embaucher "des milliers d'agents frontaliers et de juges" ou de policiers. Parmi ses promesses, plus d'équipements de détection du fentanyl, une drogue opiacée de synthèse importée du Mexique "qui tue chaque année des dizaines de milliers d'Américains".

#### Election de Donald Trump de novembre 2024
D'après les sondages effectués en sortie des urnes de l'élection présidentielle américaine de 2024, ou au cours de la campagne électorale qui l'a précédée, une plus forte proportion d'Américains seraient favorables à une politique plus stricte contre l'immigration. Elle est passée en quatre ans de 28 % à 55 %, selon la firme de sondage Gallup, et selon le cabinet Edison Research, 54 % des électeurs latinos masculins ont voté pour Trump en 2024, contre 36 % en 2020. Le ralliement a particulièrement été observé « le long de la frontière, dans les endroits les plus directement touchés" par une nouvelle immigration », selon Roberto Suro, professeur à l’université de Californie du Sud. L’électorat latino pesait en 2024 un peu plus d’un votant sur dix.
Donald Trump a fait de l'immigration "son thème favori" et lors d'un meeting en fin de campagne a déclaré que plus de 13000 condamnés pour meurtre avaient franchi la frontière durant le mandat Biden-Harris ou avaient été libérés de prison, alors que ces chiffre correspond à la proportion, parmi les 425000 immigrés ayant un casier judiciaire, aux 13000 (environ 3%) qui ont été condamnés pour meurtre, dont la plupart sont arrivés "bien avant l'administration Biden, voire depuis des décennies" et ont purgé leur peine. Le nombre d’interceptions de migrants a fortement chuté en 2024, passant d’un sommet de 250000 en décembre 2023 à 54000 en septembre 2024, près du niveau observé dans les 15 ans précédant 2016 mais début octobre, la décapitation du maire d'une grande ville mexicaine par des traficants de drogue a relancé les craites sur l'aggravation de la crise du narcotraffic au Mexique et contribué aux craintes des Américains. 
La chaîne Fox News a diffusé régulièrement et massivement d'autres pastilles d'infox, sur le thème des « crimes de migrants », tandis qu'Elon Musk, pilier de la campagne Trump, a tweeté à ses millions d’abonnés que le parti démocrate veut "une immigration massive afin de s’assurer les voix" pour sa "mainmise sur le pouvoir". Cependant, Trump avait expulsé, durant son mandat, moins de migrants que Biden durant le suivant, selon la directrice d'un centre d’aide aux migrants rattaché à la Columbia Law School.

## La frontière dans les arts et la littérature
En 1932, Frida Kahlo peint un Autoportrait à la frontière du Mexique et des États-Unis.